# Stadium East
 (avril 2025).
Si vous disposez d'ouvrages ou d'articles de référence ou si vous connaissez des sites web de qualité traitant du thème abordé ici, merci de compléter l'article en donnant les références utiles à sa vérifiabilité et en les liant à la section « Notes et références ».
Le Stadium East est un stade multisports situé à Kingston en Jamaïque, juste à côté de l'Independence Park dont il est l'annexe.